# Fyrnationsturneringen 1988
Fyrnationsturneringen 1988 (tyska: Vier-Länder-Turnier) var en internationell vänskapsturnering i fotboll som avgjordes i Västtyskland under perioden 31 mars–2 april, 1988. Turneringen var organiserad av det tyska fotbollsförbundet DFB, och lagen som deltog var värdnationen Västtyskland, samt de tre inbjudna herrlandslagen för Argentina, Sovjetunionen och Sverige.
Turneringen spelades som ett slutspel med semifinaler och avslutande spel om tredjepris samt final, totalt fyra matcher. 
Sverige vann turneringen efter att ha slagit ut värdnationen efter straffsparksläggning, och efter att ha besegrat Sovjetunionen i finalen med slutresultatet 2–0.
Oleh Protasov från Sovjetunionen vann skytteligan med två gjorda mål. Totalt sågs de fyra matcherna av 90 709 åskådare (22 677 per match).
Vandringspriset Nasazzis stafett bytte ägare två gånger under turneringen; Sovjetunionen ertog stafetten efter vinsten mot Argentina i semifinalen och behöll denna i två dagar innan förlusten mot Sverige i finalen. Detta är den kortaste tiden ett lag har haft utmärkelsen.

## Resultat
|  | Semifinaler          | Semifinaler          |   |                      | Final                | Final |  |
|  |                      |                      |   |                      |                      |       |  |
|  | 31 mars – Västberlin |                      |   |                      |                      |       |  |
|  | Västtyskland         | 1 (2)                |   |                      |                      |       |  |
|  | Sverige (str.)       | 1 (4)                |   |                      |                      |       |  |
|  |                      |                      |   |                      |                      |       |  |
|  |                      |                      |   |                      | 2 april – Västberlin |       |  |
|  |                      |                      |   |                      | Sverige              | 2     |  |
|  |                      | Sovjetunionen        | 0 |                      |                      |       |  |
|  |                      |                      |   |                      |                      |       |  |
|  |                      |                      |   |                      |                      |       |  |
|  |                      |                      |   |                      | Bronsmatch           |       |  |
|  | 31 mars – Västberlin | 31 mars – Västberlin |   | 2 april – Västberlin | 2 april – Västberlin |       |  |
|  | Argentina            | 2                    |   | Västtyskland         | 1                    |       |  |
|  | Sovjetunionen        | 4                    |   |                      | Argentina            | 0     |  |

### Semifinaler
| 1 | 31 mars 1988 | Argentina                            | 2 – 4   | Sovjetunionen                                                                | Berlins Olympiastadion                                     |                                                            |
|   |              | Pedro Troglio 18′ Diego Maradona 67′ | (1 – 2) | Oleksandr Zavarov 14′ Hennadij Lytovtjenko 15′ Oleh Protasov 62′, 79′ (str.) | Västberlin Publik: 17 000 Domare: Joël Quiniou (Frankrike) | Västberlin Publik: 17 000 Domare: Joël Quiniou (Frankrike) |
|   |              |                                      |         |                                                                              | Västberlin Publik: 17 000 Domare: Joël Quiniou (Frankrike) | Västberlin Publik: 17 000 Domare: Joël Quiniou (Frankrike) |
|   |              |                                      |         |                                                                              | Västberlin Publik: 17 000 Domare: Joël Quiniou (Frankrike) | Västberlin Publik: 17 000 Domare: Joël Quiniou (Frankrike) |

| 2                                                     | 31 mars 1988               | Västtyskland                                           | 1 – 1   | Sverige             | Berlins Olympiastadion                                    |                                                           |
|                                                       |                            | Klaus Allofs 42′                                       | (1 – 0) | Peter Truedsson 74′ | Västberlin Publik: 23 709 Domare: Lajos Hartmann (Ungern) | Västberlin Publik: 23 709 Domare: Lajos Hartmann (Ungern) |
|                                                       |                            |                                                        |         |                     | Västberlin Publik: 23 709 Domare: Lajos Hartmann (Ungern) | Västberlin Publik: 23 709 Domare: Lajos Hartmann (Ungern) |
| Olaf Thon Dieter Eckstein Lothar Matthäus Rudi Völler | Straffsparksläggning 2 – 4 | Robert Prytz Peter Larsson Glenn Strömberg Jonas Thern |         |                     | Västberlin Publik: 23 709 Domare: Lajos Hartmann (Ungern) | Västberlin Publik: 23 709 Domare: Lajos Hartmann (Ungern) |

### Match om tredjepris
| 3 | 2 april 1988 | Västtyskland        | 1 – 0   | Argentina | Berlins Olympiastadion                                         |                                                                |
|   |              | Lothar Matthäus 30′ | (1 – 0) |           | Västberlin Publik: 25 000 Domare: Kurt Röthlisberger (Schweiz) | Västberlin Publik: 25 000 Domare: Kurt Röthlisberger (Schweiz) |
|   |              |                     |         |           | Västberlin Publik: 25 000 Domare: Kurt Röthlisberger (Schweiz) | Västberlin Publik: 25 000 Domare: Kurt Röthlisberger (Schweiz) |
|   |              |                     |         |           | Västberlin Publik: 25 000 Domare: Kurt Röthlisberger (Schweiz) | Västberlin Publik: 25 000 Domare: Kurt Röthlisberger (Schweiz) |

### Final
| 4 | 2 april 1988 | Sverige                               | 2 – 0   | Sovjetunionen | Berlins Olympiastadion                                            |                                                                   |
|   |              | Hans Eskilsson 52′ Hans Holmqvist 88′ | (0 – 0) |               | Västberlin Publik: 25 000 Domare: Marcel Van Langenhove (Belgien) | Västberlin Publik: 25 000 Domare: Marcel Van Langenhove (Belgien) |
|   |              |                                       |         |               | Västberlin Publik: 25 000 Domare: Marcel Van Langenhove (Belgien) | Västberlin Publik: 25 000 Domare: Marcel Van Langenhove (Belgien) |
|   |              |                                       |         |               | Västberlin Publik: 25 000 Domare: Marcel Van Langenhove (Belgien) | Västberlin Publik: 25 000 Domare: Marcel Van Langenhove (Belgien) |